# Национальный университет Узбекистана
Национа́льный университе́т Узбекиста́на и́мени Мирзо Улугбека (узб. Mirzo Ulug‘bek nomidagi O‘zbekiston Milliy universiteti / Мирзо Улуғбек номидаги Ўзбекистон Миллий университети) — одно из старейших и крупнейших высших учебных заведений Узбекистана и Центральной Азии, основанное в 1918 году как Туркестанский народный университет.
Расположен в Ташкенте, университет играет ключевую роль в подготовке научных кадров и развитии образования, науки и культуры страны. В его структуру входят десятки факультетов и научно-исследовательских институтов, охватывающих широкий спектр дисциплин — от естественных наук до гуманитарных и социальных направлений. Университет назван в честь выдающегося просветителя Мирзо Улугбека.

## История создания университета
В начале XX века в связи с интенсивным развитием Ташкента и Туркестанского края в целом и ростом числа образованных людей, окончивших такие учебные заведения, как гимназии в Ташкенте и Самарканде, Ташкентское реальное училище или учительскую семинарию в Ташкенте и другие средние учебные заведения, остро встал вопрос об открытии здесь высшего учебного заведения — университета, отвечающего самым высоким требованиям времени.
Членами общества ревнителей высшего образования стали такие видные учёные, как математик В. И. Романовский, врачи А. П. Шилов и М. И. Слоним, агроном Р. Р. Шредер, архитектор Г. М. Сваричевский и многие другие. Председателем был избран М. И. Сосновский.

### Мусульманская секция университета
12 мая в «старогородской» части Ташкента в составе народного университета была открыта мусульманская секция. Именно этот день в настоящее время в соответствии с указом президента Республики Узбекистан от 28 января 2000 года объявлен датой основания Национального университета Узбекистана, являющегося прямым преемником Туркестанского народного университета. В мусульманскую секцию университета после её открытия записалось 945 человек. Наряду со взрослыми в эту секцию университета стали, по просьбе местного населения, принимать и детей школьного и дошкольного возраста. Для них были созданы детские площадки, школы, собирались игрушки и детские книги. Мусульманская секция народного университета предприняла попытку наладить систему женского образования. И таким образом при ней были организованы четыре женских школы.

### Организация университетской прессы
С первых дней своего существования университет стал выпускать многотиражную газету «Народный университет» на узбекском и русском языках.

### Руководство университета
В конце октября 1918 года начались занятия на всех факультетах. Был утверждён первый устав университета. В декабре того же года были сформированы руководящие органы: ректором был избран Г. Н. Черданцев, проректором — Г. М. Сваричевский. Тогда же стал функционировать Учёный совет и были утверждены деканы факультетов.
Активная работа по налаживанию учебного процесса позволила сформировать и контингент студентов, число которых к октябрю 1918 года достигло 560 человек. Сложился и постоянный профессорско-преподавательский коллектив, в состав которого входило 78 человек.
Большим успехом молодого вуза в 1918—1919 учебном году стала организация учебно-вспомогательных учреждений. Первыми из них были лаборатории неорганической и органической химии, а также кабинет зоологии.

### Организация быта университета
Для налаживания нормальной работы вуза жизненно необходимым было решение вопроса о государственном обеспечении студенчества. Руководство университета, осознав всю важность проблемы, уже в декабре 1918 года выделило из своих скудных средств 100 стипендий по 670 рублей каждая. Этого, однако, не хватало, и правление университета вынуждено было обратиться за помощью к правительству Туркестана. Там было решено увеличить ассигнования университету, что дало возможность несколько расширить число стипендиатов, открыть студенческие столовые и первые общежития.
В это время в составе почти всех факультетов были окончательно оформлены отделения: строительное и механическое на технологическом факультете, естественное и математическое на естественно-математическом, историческое и словесное на историко-филологическом факультете, экономическое и юридическое отделения на социально-экономическом.

## Туркестанский государственный университет
В 1920 году декретом СНК РСФСР за подписью В. И. Ленина, на базе Народного университета был организован Туркестанский государственный университет. Этому декрету предшествовала большая и длительная подготовительная работа ряда известных учёных как в Москве, так и в Ташкенте.
На базе организованной в августе 1919 года Наркомздравом Туркреспублики краевой медицинской школы был создан медицинский факультет. Большой вклад в работу нового факультета внесли профессора Г. Н. Броверман и Л. В. Ошанин. Велики заслуги профессора В. Ф. Войно-Ясенецкого — хирурга с мировым именем, одного из основоположников современной методики борьбы с сепсисом.
В процессе создания новой высшей школы возникли рабфаки (рабочие факультеты). Рабочий факультет ТуркГУ начал свою работу 11 февраля 1920 года. Одними из его основателей были преподаватель социально-экономического факультета А. П. Демидов, преподаватели (позднее профессора) университета М. Ф. Перескоков и В. П. Дробов. На рабфак было зачислено 153 человека. Сразу же была организована специальная группа с узбекским языком обучения, в которой занималось 20 человек. Слушатели проходили по родному и русскому языкам, физике, математике и естествознанию. Преподавание в «тюркской» (как она тогда называлась) группе вели известные просветители Маджид Кадыри, Бурхан Хабиб, Усман Ходжаев, Ибрагим Тахри, Ходи Файзи, Ахмад Файзи, Абдулла Авлони.

### Подготовительная работа по созданию Туркестанского государственного университета
Приступая к организации университета, научно-педагогическая общественность отчётливо осознавала, что имеющимися силами удастся обеспечить работу лишь начальных курсов высшего учебного заведения, основное место занимали общеобразовательные предметы. Поэтому его создатели с самого начала рассчитывали на помощь старейших университетов России. В связи с этим ещё накануне торжественного открытия народного университета, Учёный совет 20 апреля 1918 года избрал специальную делегацию, которой было поручено выехать в Москву и Петроград для привлечения научно-педагогических кадров, сбора учебного, лабораторного инвентаря, учебно-научной литературы. В состав делегации вошли востоковед А. А. Семёнов и инженер И. Г. Белов. В мае 1918 года они выехали из Туркестана в Россию.
С 29 июня по 1 июля 1918 года в Москве проходило совещание представителей центральных вузов с делегатами Туркестана, посвящённое организации университета в Ташкенте. В его работе приняли участие выдающиеся деятели науки, в том числе «отец русской авиации» Н. Е. Жуковский, крупнейший специалист в области аэродинамики С. А. Чаплыгин, талантливый инженер-ирригатор Г. К. Ризенкампф, выдающийся русский востоковед В. В. Бартольд, географ Л. С. Берг и другие. На совещании были рассмотрены и одобрены проекты создания в Туркестанском университете физико-математического, технического, сельскохозяйственного и историко-филологического факультетов. Кроме того, было сформировано организационное бюро с Московскими и Петроградскими отделениями, на которое возлагались обязанность широко распространять в научных кругах сведения о потребностях создаваемого университета в кадрах с целью поиска специалистов, желающих выехать на работу в Туркестан, наладить сбор книг, приборов, оборудования, начать разработку проекта положения о новом вузе.
Осенью 1918 года по указанию Народного комиссариата просвещения оргбюро было преобразовано в организационный комитет Туркестанского государственного университета. Первое заседание оргкомитета состоялось 21 ноября 1918 года. Тогда же его председателем был назначен профессор И. Г. Александров, один из крупнейших в то время специалистов в области гидротехники и ирригации. Кроме И. Г. Александрова, в состав оргкомитета первоначально вошли проф. Н. А. Димо, И. Г. Белов и А. А. Семёнов, позднее профессора А. Э. Шмидт, В. В. Стратонов, М. И. Прозин, К. И. Мейер.
Организационный комитет ТуркГУ проводил интенсивную работу по сбору оборудования, научной литературы и учебных пособий. Разрабатывались предварительные штаты, учебные планы и программы. В декабре 1918 года состоялось зачисление на работу в ТуркГУ первых профессоров и преподавателей. В соответствии с принятым в то время порядком они избирались учёными советами центральных вузов и направлялись в распоряжение оргкомитета. Первые профессора в количестве 11 человек были избраны учёным советом физико-математического факультета Московского университета. В их числе вошли Н. А. Димо и С. Н. Наумов, сыгравшие выдающуюся роль в организации первого вуза Средней Азии.
В январе 1919 года представители университета были приняты членом коллегии Наркомпроса Ф. Н. Ленгником, руководившим в то время высшими техническими заведениями страны. Тогда же представитель ТуркГУ И. Г. Белов был приглашён на беседу к наркому просвещения А. В. Луначарскому и заведующему отдела высших школ М. Н. Покровскому. Наркоматом был выделен специальный работник, в задачи которого входило рассмотрение всех вопросов, связанных с организацией университета в Ташкенте. В декабре 1919 года эти обязанности были возложены на сотрудника наркомата Ф. Платтена.
Тем временем быстрыми темпами формировались фонды университетской научной библиотеки. Основным источником их получения стали безвозмездные пожертвования научных учреждений и высших учебных заведений. Книги поступали из Московского общества испытателей природы, Румянцевского музея, Петроградского института инженеров путей сообщения, Русского технического общества, Петроградского института гражданских инженеров, Научного отдела Наркомпроса РСФСР и так далее. Кроме того, Петроградский ботанический сад передал университету часть своих коллекций. Главная физическая обсерватория предложила своё сотрудничество в создании университетской обсерватории.
Наряду с этим оргкомитет продолжал обсуждать вопросы преподавания на различных факультетах, создания учебно-вспомогательных подразделений, разрабатывал учебные планы и программы, занимался привлечением в ТуркГУ профессоров и преподавателей. К августу 1919 года согласие преподавать в новом вузе дали уже около 70 научных работников.
Московская группа Туркестанского Университета превратилась, таким образом, в солидную организацию, способную вести как исследовательскую, так и научно-популяризаторскую работу. Учитывая всё это, коллектив группы принял решение о создании Туркестанского научного общества, устав которого был утверждён в августе 1919 года. Общее собрание членов группы приняло постановление начать в Москве регулярное чтение научно-популярных лекций о Туркестане, организовать выставку коллекций материалов о Средней Азии, открыть для общего пользования университетскую библиотеку.
В августе 1919 года реорганизации подверглись административные органы московской группы Туркестанского университета. Оргкомитет был упразднён, а вместо него общее собрание преподавателей, официально провозгласившее себя Учёным советом, избрало правление ТуркГУ. Его возглавили профессора Н. А. Димо, назначенный ректором, и А. Э. Шмидт, ставший его заместителем. В результате этого сложилась своеобразная ситуация, когда разделённый на две части коллектив университета возглавляли два правления — московское и ташкентское, два ректора — Н. А. Димо в Москве и Г. Н. Черданцев в Ташкенте
Одним из важнейших мероприятий московской группы и её административных органов стала организационная работа по созданию медицинского факультета, поскольку существовавшая в Ташкенте краевая медицинская школа и созданный на её базе медфак не могли обеспечить подготовку врачей из-за острой нехватки педагогических кадров.
Осенью 1918 года в Ташкенте было открыто первое медицинское училище, готовящее медсестёр и фельдшеров. Училище стало располагаться в помещении бывшего кафе-шантана «Буфф». В этом училище анатомию стал преподавать В. Ф. Войно-Ясенецкий, микробиологию — А. Д. Греков. Осенью 1919 года из учащихся этого училища был сформирован первый курс медицинского факультета создаваемого университета, организаторами которого стали — В. Ф. Войно-Ясенецкий, А. Д. Греков, М. И. Слоним и Л. В. Ошанин.
К осени 1919 года были намечены конкретные кандидатуры ученых изъявивших желание работать на медицинском факультете в Ташкенте. 13 сентября 1919 года Учёный совет избрал первых преподавателей. В их числе были профессора К. Г. Хрущёв, А. Н. Крюков и другие. Деканом медфака был утверждён проф. П. П. Ситковский.
Наряду с этим в Москве проводилась работа по созданию социально-экономического факультета ТуркГУ. Этот факультет, как упоминалось выше, был открыт в составе народного университета в Ташкенте ещё осенью 1918 года. Однако его деятельность сопровождалась большими трудностями из-за нехватки педагогических кадров. Вопрос об обеспечении факультета преподавателями был поставлен перед московским правлением университета, которое сумело привлечь в ТуркГУ высоко квалифицированных специалистов. В этой работе правление опиралось на помощь и поддержку видных юристов, экономистов и историков М. Н. Гернета, А. М. Винарева, В. Я. Железнова, Л. Б. Кафенгауза, Р. Ю. Виппера и другие.

### Переезд группы учёных-организаторов университета из Москвы в Ташкент
Целенаправленная и весьма плодотворная работа, проделанная в Москве могла получить логическое завершение только в случае переброски в Ташкент всего собранного оборудования и литературы, переезда всех научных сотрудников, участвовавших в проведении организационных мероприятий. Однако осуществить его в условиях продолжавшейся гражданской войны оказалось чрезвычайно трудно.
Московское правление Туркестанского университета приступило к решению своей главной и основной задачи — перебазированию в Ташкент профессорско-преподавательских сил и учебного оборудования. Подготовка к отъезду в Ташкент началась с ноября 1919 года. Первоначально предполагалось предоставить университету специальный эшелон, который должен был отбыть в Туркестан 20 декабря 1919 года. К этому времени московское правление сформировало полномочную делегацию, которой предстояло ознакомиться с положением ташкентской части университета и проинформироваться оставшихся об условиях работы в Средней Азии. Главой делегации был утверждён профессор. А. Э. Шмидт. Вместе с тем было решено отправить часть педагогического персонала и университетского имущества в город Туркестан.
В конце января 1920 года по распоряжению Совнаркома РСФСР Главное санитарное управление в порядке чрезвычайной меры предоставило ТуркГУ санитарный поезд № 159. Ночью 19 февраля 1920 года с Брянского вокзала Москвы отбыл в Ташкент первый университетский эшелон с преподавателями, их семьями, оборудованием и частью библиотеки. С этим эшелоном в Ташкент прибыли профессора, преподаватели и ассистенты И. П. Рождественский, П. П. Ситковский, М. А. Захарченко, Е. М. Шляхтин, В. В. Васильевский, И. И. Маркелов, Г. А. Ильин, В. А. Смирнов, В. К. Вальцов, С. Э. Циммерман, Д. Н. Кашкаров, А. Л. Бродский, М. А. Орлов, Д. В. Жарков, Н. Н. Златовратский, С. С. Медведев, С. П. Аржанов, Р. Р. Циммерман, Н. А. Бобринский, В. М. Комаревский, Э. К. Эпик, М. Г. Попов, И. А. Райкова, А. И. Носалевич, Х. Ф. Кетов, Д. А. Морозов, А. Э. Шмидт.
Из-за трудностей, вызванных транспортной разрухой, первый университетский эшелон находился в пути почти два месяца и прибыл к месту назначения только 10 апреля 1920 года. В мае в Москву возвратился санитарный поезд № 159. С ним в столицу прибыл профессор А. А. Семёнов, уполномоченный ташкентской группой доложить московскому правлению о положении дел в Туркестане.
10 августа того же года из Москвы выехал второй эшелон и 28 августа доставил в Ташкент группу преподавателей медицинского, историко-филологического и технического факультетов, а также новую партию оборудования. Третий университетский эшелон прибыл в Ташкент 12 сентября, а четвёртый доставил в столицу Туркестана в середине октября московское правление во главе с профессором Н. А. Димо. Последний, пятый по счёту, эшелон в составе врачебно-питательного поезда № 3 и поезда-склада № 4 с университетским имуществом прибыл в Ташкент в конце октября 1920 года. Вся организационно-техническая работа, связанная с подготовкой этих эшелонов, проводилась под руководством профессора Н. И. Лебединского.
С отправкой последних эшелонов завершился московский период в истории Туркестанского университета. В столице было оставлено только университетское представительство, просуществовавшее до 1922 года. В его состав входили профессора Л. С. Берг, Г. К. Ризенкампф, В. В. Стратонов, А. Е. Снесарев.
Московской группой, в целом, была проведена огромная работа. Ею на многие годы вперёд было обеспечено полноценное функционирование физико-математического, медицинского, технического и историко-филологического факультетов. В течение 1920 года в Туркестан прибыли из России 43 профессора и 43 преподавателя, в подавляющем большинстве своём специалисты высокой научной и педагогической квалификации.
Усилиями московской группы было собрано и доставлено в Ташкент около 70 вагонов университетского имущества: ценнейшее лабораторное оборудование, гербарии, коллекции карт, свыше 50 тыс. экземпляров  научной и учебной литературы. Всё это послужило материальным фундаментом, на котором в дальнейшем развёртывалась многогранная деятельность университета в Ташкенте. В итоге осенью 1920 года ТуркГУ получил возможность начать новый учебный год как полноценное высшее учебное заведение.

### Организационная работа в Ташкенте
В декабре 1920 года состоялись выборы ректора. Им был избран студент технического факультета А. Ф. Солькин, в прошлом председатель крайкома Компартии Туркестана. Он возглавлял правление ТуркГУ в течение полугода. В мае 1921 года ректором был избран профессор А. Л. Бродский, возглавлявший университет до ноября 1926 года.
В 1920/21 учебном году Туркестанский государственный университет состоял из семи факультетов: рабочего, сельскохозяйственного, технического, медицинского, историко-филологического, социально-экономического и физико-математического. В декабре 1920 года к ним прибавился также военный факультет.
В составе факультета были созданы отделения генерального штаба, артиллерийское, военно-инженерное и военно-хозяйственное. Здесь работало 12 профессоров и 40 преподавателей, обучалось 129 студентов. И преподаватели, и студенты военного факультета совмещали учёбу в университете с несением действительной военной службы в частях и подразделениях Туркестанского фронта. Факультет ставил своей задачей подготовку квалифицированных командиров Краской Армии. Военфак ТуркГУ просуществовал недолго и был закрыт приказом по Туркфронту от 9 июня 1922 года.
В этот период возросла значимость и рабфака. В 1925 году число студентов рабфака составляло 1104 человека.
Медицинский факультет университета значительно быстрее других факультетов сумел в полной мере развернуть свою работу. Этому способствовало наличие сильного педагогического коллектива и материальной базы — больницы им. Полторацкого, которая в мае 1920 года перешла в ведение университета со всем имуществом и инвентарём. В Ташкент с университетскими эшелонами прибыло 28 специалистов — энтузиастов, которые быстро наладили работу всех кафедр медфака. В результате уже в мае 1921 года был осуществлён первый выпуск специалистов. Тогда дипломы врачей были вручены 12 его выпускникам, начавшим учёбу в других вузах страны и по различным причинам завершившим образование в Ташкенте. В 1922 году университет выпустил 27, в 1923 году — 8, в 1924 году — 47 и в 1925 году — 99 врачей. Среди первых выпускников медфака были известные медики А. А. Аскаров, Н. И. Исмаилова и З. И. Умидова, позднее ставшая членом корреспондентом Академии медицинских наук СССР.
В июне 1920 года при медфаке было создано Туркестанское научное медицинское общество, поставившее своей целью разработку новых методов борьбы с местными заболеваниями и обобщение врачебной практики в краевом масштабе. С 1922 года общество приступило к изданию «Туркестанского медицинского журнала».
К 1925 году в составе медфака функционировало 18 клинических и 11 теоретических кафедр. Все они сочетали учебно-педагогическую работу с медицинским обслуживанием населения Ташкента. Многие работники медфака принимали непосредственное участие в экспедициях Наркомздрава Туркреспублики, обслуживавших различных районы Средней Азии.
В период 1921—1924 годов возросла весомость сельскохозяйственного факультета. В соответствии с основными нуждами сельского хозяйства Средней Азии на нём были созданы агрономическое, зоотехническое, экономическое и биологическое отделения. В составе факультета функционировало 23 кафедры. Важное практическое значение имела деятельность созданного в 1921 году на сельхозфаке научного семинара по экономики и организации сельского хозяйства.
Первый выпуск агрономов факультет осуществил уже в мае в 1922 года. Тогда его окончило 25 человек. В их числе академик В.А.С.Х.Н.И.Л и АН Уз ССР С. С. Каныш, профессор Л. Н. Бабушкин и многие другие.
В 1921/1922 учебном году технический факультет состоял из инженерно-строительного, горного, механического, электромеханического и гидротехнических отделений. В 1922 году факультет был преобразован в инженерно-меллиоративный факультет, состоявший из гидросилового и мелиоративного отделений. К 1925 году на факультете функционировало 12 кафедр.
Подготовке кадров в области гуманитарных наук велась в начале 20-х годов на историко-филологическим факультете, в структуру которого входили словесное и историческое отделения. В конце 1921 года историческое отделение было ликвидировано. Словесное же было объединено с физико-математическим факультетом. В результате возник новый факультет, получивший название педагогического. На базе нового факультета были созданы естественно-историческое, математическое и словесное отделения. Однако уже весной 1922 года факультет был ликвидирован. Его словесное отделение было преобразовано в литературно-художественное и передано в состав факультета общественных наук. В апреле 1923 года это отделение было закрыто окончательно.
Осенью 1922 года был возрождён физико-математический факультет, в составе которого были сначала математическое и естественное отделения, а через год уже пять отделений (математическое, физическое, биологическое, химическое и переданное после реорганизации техфака геологическое). В 1920 году к организованным ещё в составе народного университета кафедрам математики, астрономии и физики присоединяются кафедры механики и геофизики. На факультете работали приехавшие из Москвы доценты Д. В. Жарков, Р. Р. Циммерман и профессор астрономии М. Ф. Субботин.
Работу химического отделения физмата обеспечивали профессора С.Н . Наумов, М. И. Прозин, Е. В. Раковский, Н. И. Червяков и другие. Специализированных химических кафедр на тот период не существовало, и всю учебную работу координировал созданный в 1920 году химический институт Туркестанского университета.
Успешно развёртывалась работа биологического отделения физмата. В 1920 году здесь оформились ряд кафедр и кабинет зоологии, которые возглавляли профессора А. Л. Бродский, Д. Н. Кашкаров. Деятельность этих кафедр объединял зоологический институт Университета.
В ноябре 1920 года силами преподавателей и студентов был заложен ботанический сад, ставший вскоре важным научным и учебным центром республики.
На геологическом отделении физмата работали профессора А. С. Уклонский, В. Г. Мухин, М. М. Протодьяконов, О. К. Ланге, Н. Ф. Безобразова, З. Ф. Гориздро-Кульчитская и другие учёные. В 1921 году лаборатории, кабинеты, кафедры и другие учебно-вспомогательные и научные подразделения физмата, обслуживавшие несколько факультетов, были объединены в Совете научно-исследовательских институтов. Этим обеспечивалось сохранение научных и педагогических кадров и научного оборудования. Сюда входили физический, химический, зоологический, ботанический, геологический, географический институты, а также институты чистой и прикладной математики, почвоведения и геоботаники, геодезии и географии.
Создание межфакультетского Совета вполне себя оправдало, поскольку позволяло избежать параллизма в работе факультетов, бессистемности в решении организационных вопросов учебного процесса. Однако входившие в Совет учреждения не являлись в полном смысле слова научно-исследовательскими, поэтому в 1923 году он был переименован в Совет межфакультетских учреждений. В 1924 году в состав Совета вошли центральная химическая лаборатория Центрального Совнархоза Туркреспублики и Ботанический сад.
С деятельностью Совета межфакультетских учреждений тесно переплеталась работа научных обществ, функционировавших при университете: Туркестанского научного общества, Туркестанского медицинского общества, Общества социологии, истории и филологии, Научного педагогического общества и так далее.
Значительным событием в истории университета явилось включение в его состав Туркестанского восточного института, основанного ещё в 1918 году. Новый факультет университета начал функционировать с 1 октября 1924 года. Первый выпуск специалистов в количестве 7 человек восточный факультет осуществил в 1925 году.

## Среднеазиатский государственный университет (САГУ)
В июле 1923 года согласно постановлениям Средазбюро ЦК ВКП(б) и ТуркЦИКа университет был переименован в Первый Среднеазиатский государственный университет (САГУ), что более точно отражало его действительное положение и роль в культурной жизни страны народов Центральной Азии. Это наименование университет сохранил до 1959 года.
Национально-государственное размежевание вызвало необходимость пересмотреть правовое положение университета. ЦК РКП(б) и правительство СССР, считая его важнейшим центром высшего образования всех среднеазиатских республик, сочли нецелесообразной и преждевременной передачу университета в ведение Наркомпроса УЗССР, как это планировалось совнарком РСФСР в марте 1925 года.
Вопрос о положении университета стал предметом специального обсуждении на заседании Политбюро ЦК РКП(б) 4 июля 1925 года, где была чётко определена целевая установка вуза. Она заключалась в подготовке специалистов в соответствии с запросами УзССР и ТССР, а также Таджикской и Казахской автономных республик, Киргизской и Каракалпакской автономных областей. Политбюро сочло целесообразным осуществлять финансирование университета, обслуживавшего все республики Средней Азии, из бюджета СССР. Эти указания Политбюро легли в основу работы комиссии, занимавшейся составлением проекта нового положения о САГУ, созданной в конце августа 1925 года.
Новое положение об университете вменяло в обязанности САГУ обслуживание Узбекской и Туркменской ССР, Казахской и Таджикской автономных республик, а также Киргизской и Каракалпакской автономных областей. Законодательный акт поставил САГУ в ведомственную подчинённость ЦИК СССР. Непосредственное руководство университетом было возложено на Комитет по заведованию учебной, исследовательской и литературно-издательской частью учреждений Центрального исполнительного Комитета. К компетенции высшего законодательного органа страны было отнесено распределение мест в университете между средне-азиатскими республиками. Положение от 11 сентября 1925 года заложило важнейшие правовые основы университета, на базе которых он развивался в последующие годы.
В 1926 году в вузе обучалось 1,1 тысячи студентов преимущественно «европейских» национальностей: только 22 студента были казахами и ещё 20 узбеками.
13 августа 1926 года Президиум ЦИК СССР утвердил новое положение о Среднеазиатском государственном университете, которое детально регламентировало структуру университета, его основные права и задачи. ЦИК СССР возлагал на САГУ задачи подготовки специалистов для среднеазиатских республик, издания научно-популярной литературы.
Университету было предоставлено право учреждать научные общества и исследовательские ассоциации, созывать научные съезды, издавать научные труды и учебные пособия. САГУ получил право бесплатной пересылки печатных изданий и беспошлинного ввоза из-за рубежа приборов, инструментов, научной и учебной литературы.
САГУ возглавлялся правлением, в состав которого входили ректор, назначаемый Президиумом ЦИК СССР, три проректора- по учебной работе, административно-хозяйственной части и студенческим делам, представители всех среднеазиатских республик и автономных областей, а также представители студенчества. Контроль за всей работой университета осуществлял Совет САГУ, состоявший из членов правления, деканов факультетов, представителей Среднеазиатского экономического совета, различных народных комиссариатов среднеазиатских республик, отраслевых профсоюзов, профессорско-преподавательского состава и студенчества.

### Факультеты университета
К 1928 году университет состоял из семи факультетов, сформировавшихся ещё в предшествующий период: медицинского, сельскохозяйственного, физико-математического, инженерно-мелиоративного, восточного, рабфака, а также факультета местного хозяйства и права. Здесь готовились специалисты в области медицины, сельского хозяйства, мелиорации и ирригации, экономики, права и востоковедения.

#### Физико-математический факультет
Физико-математический факультет в 1925 году окончили 5 человек. В течение 1926—1928 годов факультет вырос почти в три раза: численность его студентов к 1929 году достигла показателя 594 человека. В этот период факультет начал осуществлять и регулярные выпуски специалистов. В 1929—1935 годы на факультете функционировали горно-геологическое, химическое, биологическое и физико-математическое отделения.

#### Медицинский факультет
В этот период медицинский факультет САГУ относился к числу наиболее крупных факультетов. За период 1926—1928 годов численность его студентов возросла до 656 человек. Ежегодно университет выпускал около 100 высококвалифицированных врачей. К 1929 году в составе факультета функционировало 11 кафедр и 17 клиник.

#### Сельскохозяйственный факультет
Важнейшее значение для народного хозяйства среднеазиатских республик имел сельскохозяйственный факультет, готовивший специалистов в области земледелия, животноводства и экономики сельского хозяйства. Численность студентов сельхозфака в 1926—1928 годах ежегодно составляла 500—600 человек. Как по числу учащихся, так и по количеству кафедр (23) сельскохозяйственный факультет являлся одним из самых крупных в университете.
Сельхозфак располагал учебно-производственной базой — хозяйством «Капланбек», где проходила практика студентов и проводились научные разработки новых приёмов и форм организации сельскохозяйственного производства. Опираясь на своё учебное хозяйство, сельскохозяйственный факультет помимо подготовки кадров высшей квалификации смог взять на себя задачу по воспитанию среднего звена специалистов для сельского хозяйства. В конце 1927 года на базе его учебного хозяйства был организован зооветеринарный техникум.

#### Инженерно-мелиоративный факультет
Инженерно-мелиоративный факультет готовил специалистов для гидроэнергетики, электротехники, мелиорации, промышленного, гражданского и дорожного строительства. В составе факультета в 1926—1928 годы функционировало 16 кафедр. Число студентов к 1929 году возросло до 578 человек.

#### Факультет местного хозяйства и права
Факультет местного хозяйства и права в 1928 году был переименован в факультет советского хозяйства и права. В 1926—1928 годы в его составе функционировали два отделения: экономическое и правовое. К 1929 году на факультете обучался 641 студент. Здесь осуществлялась подготовка экономистов и юристов для практической работы в государственно-административных, плановых и других учреждениях.

#### Восточный факультет
Восточный факультет, являвшийся в 1926—1928 годах самым молодым в САГУ, состоял из двух отделений — этнолого-лингвистического и педагогического. Численность студентов составляла к 1929 году 246 человек. Здесь готовились преподаватели русского языка и обществоведения для национальных школ Средней Азии, а также преподаватели местных языков для европейских школ. Наряду с этим факультет выпускал высоко квалифицированных востоковедов-исследователей и преподавателей для высших школ. Многие его выпускники работали в государственных учреждениях Средней Азии, в консульских и других советских организациях, аккредитованных в странах Востока.
В 1928 году восточный факультет был «реорганизован». Его педагогическое отделение было закрыто, а этнолого-лингвистическое продолжало готовить историков, этнографов и лингвистов со специализацией по казахскому, таджикскому, туркменскому и узбекскому языкам.

### Другие научные подразделения университета
Во второй половине 1920-х годов в университете продолжал действовать Совет межфакультетских учреждений, представлявший, как и ранее, объединение учебно-вспомогательных организаций, обслуживающих одновременно несколько факультетов. В его состав входили институты, отдельные лаборатории и кабинеты, которые наряду с учебной работой занимались фундаментальными научными исследованиями. Ввиду постоянного возрастания объёма исследовательских работ Совет в октябре 1928 года был преобразован в Ассоциацию межфакультетских научно-учебных учреждений САГУ. Её председателем стал профессор С. Н. Наумов.
Структура Совета и Ассоциации межфакультетских учреждений за период их существования неоднократно менялась. Так, в 1926/27 учебном году Совет объединял 16 учебно-вспомогательных учреждений. В их состав входило семь институтов: чистой и прикладной математики, химический, физический, геологический, педагогики и психологии, почвоведения и геоботаники, ботаники. В марте 1927 года к которому был преобразован в Научно-исследовательский институт экспериментальной и описательной ботаники к которому относились также Ботанический сад и Чимганская горная ботаническая станция. В структуре совета межфакультетских учреждений в 1926/27 учебном году функционировали девять кабинетов: зоологии позвоночных, зоологии беспозвоночных, физиологии животных, физиологии растений, генетики, микробиологии, землеведения и антропологии, геофизики, геодезии.
К 1929 году большинство научно-исследовательских институтов САГУ было разукрупнено и Ассоциация межфакультетских научно-учебных учреждений объединяла уже 25 организаций. В её составе действовали институты физики, почвоведения и геоботаники, педагогики и психологии, лаборатории органической химии, качественного анализа, общей и физической химии и количественного анализа, а также технической химии. Учебную и исследовательскую работу в области точных наук координировали кабинеты механики, астрономии, математики, геофизики и землеведения, геодезии; в области биологии — кабинеты зоологии позвоночных, зоологии беспозвоночных, физиологии животных, систематики цветковых растений, морфологии и цитологии, ботанической географии, физиологии растений, Ботанический сад. Работу геологов координировали кабинеты горного искусства, минералогии, динамической геологии и гидрогеологии, кристаллографии, исторической геологии и палеонтологии.
Во второй половине 1920-х годов САГУ превратился в крупнейший научный центр, координировавший исследования всех среднеазиатских учёных.
Продолжало успешно развиваться Туркестанское научное общество САГУ, состоявшее из физико-математического, биологического, почвенно-геоботанического и геологического отделений. В 1926 году оно было переименовано в Общество естествоиспытателей САГУ. Бессменным его председателем все эти годы был заведующий кафедрой зоологии позвоночных, профессор. Д. Н. Кашкаров. Важнейшее значение для развития научных исследований в области здравоохранения имела деятельность Среднеазиатского научного медицинского общества САГУ. Свой вклад в разработку научных основ народного образования вносило Научно-педагогическое общество САГУ, которое возглавлял Н. П. Архангельский.
С углублением в отдельных отраслях знаний в университете продолжали создаваться новые научные общества. Так, в январе 1925 года при САГУ было организовано Отоларингологическое общество, а в ноябре того же года — Научно-агрономическое общество, первым руководителем которого стал выдающийся учёный-агроном Р. Р. Шредер.
Научные исследования, проводившиеся учёными Среднеазиатского государственного университета, были тесно связаны с практическими нуждами развития республик. Большинство решаемых во второй половине 1920-х годов проблем имело исключительно важное народнохозяйственное значение. Это обстоятельство способствовало созданию ценных научных обобщений, рождавшихся на основе решения частных практических вопросов.
Основной объём научных исследований приходился на долю организаций, объединившихся в Совете межфакультетских учреждений САГУ. Все они поддерживали тесный контакт с промышленными предприятиями и работали по заявкам государственных и хозяйственных органов. Так, преподаватели и научные работники инженерно-мелиоративного факультета по заданиям Хлопкового комитета и Управления водного хозяйства разрабатывали методику проектирования гидросооружений и ирригационных систем. Сотрудники факультета являлись непременными участниками строительства и реконструкции крупнейших гидротехнических сооружений и мелиоративных систем в Средней Азии.
Биологи САГУ работали по заявкам народных комиссариатов здравоохранения и земледелия среднеазиатских республик, Среднеазиатского управления водного хозяйства, Хлопкового комитета, акционерного общества «Туркшелк» и других организаций. Кабинет и кафедра зоологии беспозвоночных в эти годы вели исследования горных водоёмов, продолжали начатую ещё в 1923 года работу над тематикой, связанной с чрезвычайно актуальной проблемой борьбы с малярией и так далее. Кабинет зоологии позвоночных проводил интенсивное изучение наземных позвоночных, ихтиофауны и грызунов Средней Азии.
Ботанические кафедры и кабинеты включали в свои планы исследование лекарственных и технических растений. Одним из крупнейших научных учреждений САГУ, пользовавшихся широкой известностью в Советском Союзе и за его пределами, был в те годы институт почвоведения и геоботаники, возглавляемый профессором Н. А. Димо. Институт проводил исследования почти по всей территории Средней Азии.
Геологи САГУ работали в тесном контакте с Геологическим комитетом ВСНХ СССР, гидрогеологическим бюро Средазводхоза. По заданиям этих организаций проводились исследования плавикового шпата, минеральных источников и тому подобного. Физико-математические кабинеты и кафедры по заданиям Средазводхоза разрабатывали ряд тем, связанных с математической гидрометрией. Много усилий затратили учёные университета на изучение атмосферного электричества.
Исключительное по своему историческому значению открытие сделали работники физико-математического факультета Б. П. Грабовский и И. Ф. Белянский. 26 июля 1928 года на испытательной станции Среднеазиатского округа связи в Ташкенте была продемонстрирована работа созданного ими аппарата — радиотелефона. Им впервые в мире удалось передать и принять движущееся изображение по радио чисто электронным путём с применением электронно-лучевых трубок.
ЮНЕСКО специальным решением от 16 апреля 1971 года высоко отметил ценность и важность данного изобретения и его роль в электронного телевидения и особенно в первоначальной его стадии. Авторам радиотелефона Указом Президиума Верховного Совета УзССР были присвоены звания заслуженных изобретателей Узбекской ССР.
Учёные-химики САГУ по заданиям хозяйственных организаций Средней Азии вели исследования в области органического синтеза, растительных жиров, рационализации мыловарения и так далее.
Исключительно важное значение для народного хозяйства Средней Азии имела научно-исследовательская работа преподавателей и научных сотрудников сельскохозяйственного факультета САГУ. Коллектив факультета успешно работал над проблемами шелководства и животноводства, занимался изучением кормовых ресурсов, почвенного покрова земледельческих районов и так далее. Институт машиноведения сельфака САГУ решал практические задачи, связанные с началом механизации сельского хозяйства. Важное значение приобретала созданная при нём в 1926 году Среднеазиатская машиноиспытательная станция, которая занималась изучением опыта применения в условиях региона новейших сельскохозяйственных машин и орудий, а также пропагандой их среди дехканства. Центральное место отводилось работе над специализированными машинами, предназначенными для обработки технических культур, и, прежде всего, хлопчатника. Именно на этой станции позднее были испытаны и апробированы первые отечественные модели хлопкоуборочных машин. Организатором и первым руководителем Среднеазиатской машиноиспытательной станции был профессор М. М. Якуб. В конце 1920-х годов в САГУ создаётся специальная кафедра хлопководства, возглавляемая выпускником Петро-Разумовской (Тимирязевской) сельскохозяйственной академии доцент Г. С. Зайцевым. Руководимая им кафедра подготовила целый ряд специалистов-хлопководов.
Важное место в исследованиях учёных сельфака принадлежало изучению экономики животноводства и земледелия. Этим занимался научно-исследовательский семинарий экономики и организации сельского хозяйства, работавший над проблемами сельскохозяйственного районирования Средней Азии. Семинар вёл экономические обследования кочевых районов Южного Казахстана и Киргизии, осуществляла научно-теоретические разработки вопросов рациональной организации хлопкосеющих хозяйств, экономического значения богарных посевов, роли женского труда в сельском хозяйстве и так далее. Члены семинария, и, в особенности, его научно-исследовательского бюро непосредственно участвовали в различных мероприятиях Средазводхоза, Средазхлопкома, комиссий по проведению земельно-водной реформы в Узбекистане и Киргизии.

## Ташкентский государственный университет
В 1960 году Среднеазиатский государственный университет был переименован в Ташкентский государственный университет — ТашГУ имени В. И. Ленина. Подготовка специалистов велась по физическим, математическим, химическим, биологическим, геологическим, географическим, историческим, филологическим, юридическим и другим специальностям. В начале 1990-х годов в Ташкентском университете обучалось 19 тысяч студентов.
В студенческом городке «Йошлик» есть 9 общежитий, в которых проживает более 3200 студентов и аспирантов. В распоряжении студентов имеются находятся интернет-услуги, компьютерные классы, международная и междугородняя связь, поликлиника, спортивно-оздоровительный комплекс, химчистка, ателье, мастерские по ремонту обуви, учебные и культурные центры, библиотеки, столовые, рынок и магазины. В общежитии имеются комнаты отдыха, а также в каждом общежитии есть жилые комнаты для преподавателей, которые продолжают учебный процесс со студентами после занятий.

## Руководство
Ректоры университета по году назначения:
- 1918 — А. В. Попов
- 1918 — Г. Н. Черданцев
- 1919 — Н. А. Димо
- 1920 — А. Ф. Солькин
- 1921 — А. Л. Бродский
- 1926 — А. А. Знаменский
- 1927 — Б. С. Городецкий
- 1930 — М. А. Сегаль
- 1931 — М. Г. Антропов
- 1931 — Н. М. Муродов
- 1932 — Т. Н. Кары-Ниязов
- 1933 — В. Я. Яроцский
- 1936 — С. Д. Муравейский
- 1942 — С. У. Умаров
- 1943 — Т. А. Саримсаков
- 1944 — Я. Е. Велиев
- 1945 — С. У. Умаров
- 1950 — Т. З. Зохидов
- 1952 — Т. А. Саримсаков
- 1958 — С. А. Садикович
- 1966 — С. Х. Сираждинов
- 1971 — Т. А. Саримсаков
- 1983 — С. Х. Сираждинов
- 1987 — Алимов Шавкат Арифжанович
- 1990 — Юсупов Эркин
- 1992 — Т. Д. Джураев
- 1996 — Турабек Долимов
- 2004 — Р. Р. Ашуров
- 2006 — Гафуржон Исраилович Мухамедов
- 2015 — Сирожиддинов Шухрат Самариддинович
- 2016 — Абдурахим Абдушукуров
- 2016 — Марахимов Авазжон Рахимович
- 2021 — Ином Уришевич Маджидов

## Национальный университет Узбекистана
Весной 2008 года президент Республики Узбекистан Ислам Каримов подписал постановление о праздновании в сентябре 2008 года 90-летия со дня основания. Вуз выпустил более 40 тысяч специалистов.
На начало 2012 года в вузе работало около 1200 преподавателей, включая 17 академиков, 200 профессоров, докторов наук, 550 доцентов, кандидатов наук. Средний возраст педагогов тогда достигал 51 год, научный потенциал — 63 %. Подготовка кадров велась по 46 направлениям бакалавриата, 116 специальностям магистратуры. С 1929 года в университете ведётся подготовка кандидатов наук по 78 специальностям и докторов наук по 25 специальностям. Университет имеет академические контакты с вузами 30 стран мира, принимает на обучение студентов из стран Европы и Азии.
В составе университета в настоящее время 12 факультетов:
- биолого-почвенный (с 1931 года)
- геолого-географический (2015)
- экономический (с 1918 года)
- механико-математический (с 1918 года) (математический факультет с 2016 года)
- философский (с 1947 года)
- физический (с 1923 года)
- зарубежной филологии (с 1942 года)
- узбекской филологии (с 1918 года)
- юридический (с 1918 года), закрыли факультет
- исторический (с 1918 года)
- химический (с 1930 года)
- журналистика (с 1967 года)

В его структуре функционируют подготовительный факультет, 18 научных лабораторий, кафедры физического воспитания и военная с отделом медицинской подготовки
При университете действуют:
- Региональный центр переподготовки и повышения квалификации научно- педагогических кадров (в 1993—2012 годы — Институт высшей педагогики);
- Научно-исследовательский институт прикладной физики (с 1981 г.), сотрудниками которого созданы единственный в Узбекистане комплекс малых электронных ускорителей (бетатрон СБ-50, микротрон МТ-22С, ионоускоритель ЭГ-2), мощное лазерное сооружение, используемое при изучении плазмы лазера, технологическая система, используемая при исследовании свойств полупроводниковых материалов, голографическое сооружение;
- Институт математики, переданный из состава Академии наук Республики Узбекистан в феврале 2012 года;
- Учебно-научный комплекс философских исследований, созданный на базе расформированного в 2012 году Института философии и права Академии наук Республики Узбекистан;
- Учебно-научная база «Ботаника» с ботаническим садом;
- Алмазарский академический лицей (создан в 1999 г.);
- Академический лицей имени С. Х. Сираждинова (создан в 1970 г.);
- Зангиатинский академический лицей (Ташкентская область);
- Высшие курсы журналистики;
- Научная библиотека;
- Центр информационных технологий;
- Музей истории университета;
- Музей уникальных рукописей;
- Музей геологии;
- Музей археологии и этнологии;
- Музей зоологии;
- Дворец культуры, где в 23 кружках (включая театр-студию и академический хор) занимаются более 500 человек;
- Спорткомплекс, включающий 23 спортивных сооружения, в том числе стадион на пять тысяч мест. В более чем 20 секциях занимаются больше четырёх тысяч человек.
- Издательство с типографией, где печатаются научный журнал «Вестник НУУз», газеты «Узбекистон Миллий университети — Национальный университет Узбекистана» и «Журналист», а также учебная, учебно-методическая и научная литература.

Музеи
В Национальном университете Узбекистана имени Мирзо Улугбека действуют пять музеев:
1. Музей истории университета. Этот музей призван демонстрировать вклад НУУз в распространение научных знаний в Центральной Азии.
2. Музей редких рукописей. Основан 31 марта 2006 года. Музей содержит рукописи, датированные XVI—XX веками, на узбекском, таджикском, фарси, турецком и арабском языках. Эти рукописи хранятся в Информационно-архивном центре университета в течение 80 лет, сборник начал составляться в 1920 году. Одним из наиболее ценных литературных произведений является Зафарнома Шарафиддина Али Язди, которое было создано в 1454 году и выпущено через 12 лет после его создания каллиграфом Камолиддином Бехзодом. Другая копия Зафарнома находится в библиотеке Парижского университета. Он также содержит копию Корана, сделанного во времена правления Моголов в XVI веке. Кроме того, в архиве хранятся работы А. Н. Авоя (Хамса), З. М. Бабура (Бабурнома, Деяния Тамерлана, Искандарнома) и другие подобные ценные рукописи.
3. Музей археологии и этнологии. В музее хранятся археологические находки, собранные в Узбекистане и Туркмении. Учебные археологические экспедиции сотрудников кафедры «Археология Центральной Азии» пополняют музейные экспозиции.
4. Зоологический музей. Зоологическая коллекция представляет собой крупнейшую научную коллекцию в стране, собранную и хранящуюся на протяжении более 100 лет и насчитывающую 23 500 экземпляров.
5. Музей геологии. В музее хранятся 1400 экспонатов окаменелых растений и животных эпохи палеолита.

### Ступени образования
- Ступень бакалавриата (срок обучения — 4 года), обучение проводится по 46 направлениям;
- Ступень магистратуры (срок обучения — 2 года после завершения бакалавриата), обучение проводится по 76 направлениям;
- Аспирантура (срок обучения 3 года после магистратуры), обучение проводится по 68 направлениям;
- Докторантура (2-3 года после получения учёной степени кандидата наук)

### Известные выпускники
- Абдулла Арипов — Герой Узбекистана, автор Государственного гимна Республики Узбекистан;
- Джиемуратов, Тлеуберген Купбатулла улы — Народный поэт Каракалпакской АССР, Народный поэт Узбекской ССР;
- Насыр Мухаммад — узбекский поэт, переводчик, журналист-международник. Заслуженный работник культуры Республики Узбекистан.
- Табалдыев Раимбек — советский кыргызстанский партийный и государственный деятель.

### Рейтинги
В 2014 году агентство «Эксперт РА», включило ВУЗ в список лучших высших учебных заведений Содружества Независимых Государств, где ему был присвоен рейтинговый класс «D».